# 波溫蘇鐵
波溫蘇鐵（學名：Bowenia spectabilis），為托葉鐵科波溫蘇鐵屬的一種植物。其种加词“spectabilis”意为“显著的”，“引人注目的”。

## 形態
莖直徑10厘米，有1至5條分枝，冠修長。每一個冠有1至7片直立葉，1-2米長。

## 分佈
此種為昆士蘭特有種，出現在昆士蘭中部沿海地區。海拔範圍由海平面至700米。在未受干擾的地區，開闊的森林出現，在熱帶雨林偶爾會發現。